# Libertinismo
El libertinismo es un movimiento cultural extendido en Francia en el siglo XVII, pero cuyo origen se remonta al siglo XIII entre Francia, Alemania e Italia cuando hacía referencia al espíritu libre o pensamiento adogmático, lo conocido a partir del siglo XVIII como librepensamiento. Su principios generales son una renovación del escepticismo o pirronismo grecolatino clásico, y de hecho en algunos lugares fueron llamados pirrónicos. Por interesada reducción, se suele asociar vulgarmente el libertinismo, en el terreno exclusivo de la moral, a lo conocido más bien como libertinaje.

## Primer libertinismo
Siguiendo la profecía de Joaquín de Fiore sobre el advenimiento de una nueva Edad de Oro del Espíritu, este movimiento creía en una especie de panteísmo y la práctica de un tipo de libertad de las relaciones sexuales. Para los libertinos, la vida humana es estrictamente natural y la naturaleza es la perfección divina; los instintos no pueden ser restringidos y no hay pecado si el varón y la mujer se comportan de acuerdo a la atracción natural de placer físico.
Una secta de libertino francés está presente aproximadamente en 1525 entre Lille y París y se extendió con la protección de Margarita de Navarra, hermana del rey Francisco I de Francia. Su influencia llegó incluso a la severa Ginebra, donde fueron combatidos por Juan Calvino con sus escritos.
Libertinos en este período son un reflejo evidente del renacimiento cultural exaltando el carácter natural del hombre frente a la interpretación más teológica de la redención de Cristo, que llevó en su opinión a una renovación no solo del espíritu sino también el cuerpo humano. Para los libertinos, con la redención del cuerpo de Cristo fue devuelto al hombre hasta la pureza de la carne como en los tiempos bíblicos del Edén de Adán descritos en el Génesis. Por esta razón, no todo deseo natural de ser reprimido moralmente, sino satisfechos por la voluntad de Cristo redentor.
También en el Renacimiento, el término libertino es utilizado para denigrar a las sectas religiosas, como la del neerlandés David Joris, que practica la anarquía moral, refiriéndose a la interpretación de San Pablo de la "Nueva Alianza", que se opone a la Ley mosaica de substitución del amor y de la gracia.
En el siglo XVII, el término no indica los partidarios más libertinos justificados por argumentos religiosos de moral reprobable, pero sí los que se han desviado de la "verdadera fe" y que han caído en el libertinaje moral. No siempre el término fue interpretado negativamente, sino que también aludió a un "espíritu fuerte", una mente que los extremos tienden pero convencido de sus posiciones.
Se comienza a entender entonces el término libertino como un depravado, como un ateo adicto a los placeres del cuerpo o como filósofo escéptico. Una de estas definiciones no excluye la otra, incluso entre los teólogos cristianos es reivindicada como una conducta licenciosa que a menudo conducen al abandono de la fe, una actitud de crítica o de falta de fe en la Iglesia, que era una fuente de depravación moral. Pero lejos de estos argumentos y calificaciones, también hubo un "libertinage erudit" (libertinaje erudito) seguido por importantes intelectuales de la época.
Católicos y protestantes sostuvieron que la disminución de la moral, y la sexualidad sin reglas en particular, era causa de la falta de fe. El libertinaje moral en general aparece en el naturalismo metafísico del Renacimiento, pero especialmente los católicos acusan a la teoría calvinista de la predestinación como causa del comportamiento libertino. Argumentaron para ello que si la salvación o la condenación del hombre depende de la predestinación divina que ya decidió el destino ultraterrenal, entonces nada del comportamiento de los hombres servirá y valdrá el comportamiento de éstos para modificar lo que ya está fijado; tanto es pecar gravemente ("pecca fortier"), como decía Martín Lutero, porque solo quien cae en el fondo del abismo del pecado puede hacer renacer su fe para remontarse a la Salvación.
Sin embargo, la teoría del "fácil devoción" de los jesuitas, la antítesis de la teoría calvinista, podría conducir a la misma conclusión. Un ejemplo claro es el quietismo italiano a propósito de Miguel de Molinos, condenado por la Inquisición en 1682, que argumentó que si bien es cierto que el cuerpo del hombre, de Adán en adelante, es definitivamente presa del diablo, si ascética y místicamente libramos nuestra alma de la carne, entonces no importará si esto acabará de corromperse con los placeres terrenales.
Siempre se ha querido apoyar un vínculo entre el libertinaje filosófico y el moral, en el que se atribuía al primero la causa del segundo. Realmente, esta relación de causalidad no era la intención de los que inicialmente había formulado la doctrina, sino más bien lo tomaron de pretexto para justificar determinados comportamientos morales como, en particular, el de la libertad sexual; y algunas veces los contrarios de la doctrina en cuestión utilizaron esta pretensión de consecuencia moral para desacreditarla.

## Libertinismo del pueblo
Esta concepción del libertinismo estaba muy extendida en el siglo XVII, asociándose el nihilismo moral con la indiferencia religiosa. Estaba muy generalizado en Francia entre nobles y burgueses motivados no tanto por un anticlericalismo como por la indiferencia general ante los preceptos de la Iglesia católica. Los avances científicos y la indignación ante los horrores de las guerras religiosas entre católicos y protestantes hacían que nobles y burgueses abogasen por una espiritualidad más moderada y pacífica. Ante esto, los franceses se oponían a la injerencia de la Iglesia Católica en el Reino de Francia, y son tolerados y no sufren una persecución por parte del Estado, esencialmente laico y que aplica de manera muy informal leyes que castigan los delitos de blasfemia y el ateísmo.
Se difunde en Francia durante este período los textos de intelectuales y literatos libertinos que dicen no creer tanto en la filosofía o la ciencia como en el sentido común que hace apreciar las alegrías de la vida. Se proclaman creyentes, y dejan a los teólogos de las cuestiones de la fe que para ellos siguen siendo misterios que habría que aclarar a la luz de una razón débil e insuficiente. El resto de razones que eran presentados por místicos medievales que en la Reforma condenaban duramente los intentos de la lógica humana miserable para penetrar las verdades de la fe. En cambio hay personas con convincentes argumentos racionales extraídas de los escépticos que afirman que la única verdad está en el Apocalipsis, pero no tienen interés en las verdades religiosas en sí, sino que las declaraciones de fe de los libertinos parecen más herramientas para evitar la persecución y tribulaciones.
El pensamiento de los libertinos es muy variado: entre estos hay ateos que se inspiran en la filosofía de Tomás Campanella, como Cyrano de Bergerac, o creyentes en Dios y en la vida eterna pero no interesados en las controversias teológicas, como Pierre Gassendi. Los libertinos fueron fundamentalmente filósofos, escritores, jueces y políticos que actuaban en secreto o en los pequeños círculos aristocráticos, que con publicaciones anónimas y clandestinas trataron de influir en el poder político, manteniéndose ocultos a la opinión pública.

## Libertinismo filosófico erudito

### Pierre Bayle
Pierre Bayle (1647-1706, francés) mantiene un fuerte escepticismo de manera que las profesiones de fe  tanto de los que se enfrentaban a él como aquellos que lo apoyaban eran hipócritas. Frente al omnipresente racionalismo de la Ilustración consideró que es bueno refugiarse a la "religión del corazón". 
La suya era una postura libertina típica de los escépticos, que impugnaba toda clase de justificación racional de la verdad cristiana y, al mismo tiempo, declaraba de buena fe, aunque sea superficialmente, su fe cristiana. Esto no fue suficiente para convencer a sus contemporáneos, que le acusaron siempre de escéptico anticristiano, aunque él siempre afirmó que incluso un ateo puede tener una profunda moral, citando en primer lugar a Baruch Spinoza. Aun así, a pesar de su fe sincera, después de él, especialmente en el siglo XVIII, el término "libertino" fue asociado a "depravado".

### Pierre Gassendi
El abad Pierre Gassendi (1592-1655, francés) fue considerado siempre durante toda su vida como un buen sacerdote, respetuoso con la ortodoxia católica y escrupuloso con su función espiritual, tanto que fue incluso muy apreciado por la Compañía de Jesús.
En su obra Exercitationes paradoxicae adversus Aristoteleos (1624) empieza a dar forma a su filosofía con una crítica destructiva de la filosofía aristotélica. Suponía una impugnación directa a la metafísica en cuanto que ésta pretende aprovechar verdades absolutas donde el conocimiento del hombre es inevitablemente relativo. También expresó el mismo escepticismo ante las verdades científicas, y aunque él era el mayor divulgador de los descubrimientos de Galileo Galilei, en realidad no había comprendido la base matemática de sus  descubrimientos y pensaba que la física no era más que una simple observación de los hechos naturales.
La fama de Gassendi en el siglo XVII llegó sobre todo por la traducción de la obra de Epicuro de Samos y la defensa de su pensamiento, falsificado anteriormente por las incrustaciones cristianas. Siguiendo la base hedonista de Epicuro elaboró su doctrina basada en el puro y simple conocimiento sensorial que no puede ir más allá de los fenómenos para aprovechar la metafísica en sí mismo. Para Gassendi, ninguna verdad religiosa puede ser apoyada con argumentos racionales ya que las convicciones metafísicas y morales de los hombres varían según las condiciones históricas, sociales y geográficas.
La misma conclusión final de descontento cultural a la que llegó René Descartes tras su paso por el colegio jesuita de La Flèche, es la que fue a buscar en el Gran libro del mundo de estos principios universales para resolver problemas prácticos de la vida. Pero mientras Descartes creía encontrar estos principios universales de comportamiento en el descubrimiento de su propio derecho por las reglas del método que conduce a la verdad absoluta, Gassendi niega que puede haber verdad definitiva racional: solo la Revelación, para el creyente, puede satisfacer el deseo de las certezas del hombre.

## Libertinismo radical
Las tesis más extremas del libertinismo se encuentran recogidas en la obra Theofrastus redivivus, publicada anónimamente en torno a 1660. Este texto remite al medieval De tribus impostoribus (Tratado de los tres impostores), también anónimo y cuya autoría ha sido atribuida a pensadores de distintas épocas como Averroes, el emperador Federico II, Erasmo de Róterdam o Baruch Spinoza. Se afirma en ellos que Dios no existe, que la gente ha creído por su temor supersticioso hacia él, así que los poderosos que utilizan la religión como instrumentum regni; el hombre difiere de los animales solo para el uso de la palabra y la misma alma se reduce a ésta. Todo comportamiento humano mira el placer y la única regla de las relaciones sociales es la de no imponer a los demás lo que uno no desea.

## El legado del libertinismo
La filosofía libertina, con su carácter intencional antisistemático, sigue siendo difícil de definir en sus contornos precisos. Es más bien una doctrina que pretende destruir las falsas creencias negativas acerca de la metafísica humana, sobre el presunto carácter absoluto de la ciencia, poniendo en evidencia la precariedad de las opiniones humanas relativas y transitorias.
Los libertinos miraron a los grandes pensadores del pasado y del Renacimiento, pero se mantienen fuera de la herencia de la tradición filosófica. Su propio antiaristotelismo estaba dirigida no tanto a la filosofía aristotélica como en poner en cuestión la concepción de la ciencia que aún prevalecía en el siglo XVII. El libertinismo supuso, por una parte, el final de la filosofía escolástica y, por otra, la difusión de la indiferencia religiosa o indiferentismo hacia la jerarquía eclesiástica, con frecuencia satirizada por literatos y dramaturgos como Molière.
De su crítica a los aspectos más contrarios al sentido común de la filosofía cartesiana, se deduce una síntesis entre el pensamiento de Descartes y el de Gassendi, que daba así una cierta dignidad filosófica al término erudito. 
El libertinismo no duró mucho tiempo como una doctrina filosófica, pero condujo el espíritu escéptico y laico del siglo XVI hasta los resultados del libre pensamiento de la Ilustración. En el fondo, los libertinos trataron de proteger el espíritu libre renacentista de la ola represiva que supuso la Contrarreforma y trasladarlo en un futuro a la libertad de pensamiento.
El legado del libertinismo hoy, más que aprovecharse de polémicos librepensadores, es recuperada cada vez que la Iglesia católica se inmiscuye en los aspectos seculares del hombre y en las instituciones sociales haciendo resurgir oleadas de movimientos anticlericales. Por lo que respecta al aspecto más conocido del libertinismo, el de la moral sexual, al menos en Occidente, nadie que quiera beneficiarse de la propia libertad sexual considera que debe justificar filosóficamente sus tendencias.
La importancia del legado libertino está más en la separación de la fe del debate científico y de las argumentaciones racionales. En este sentido, los libertinos repitieron frente al ataque de la Contrarreforma las necesidades de separación entre fe y razón, que se remontan a la Baja Edad Media, cuando Guillermo de Occam afirmó la solución del problema de la intellectus fidei (comprensión racional de la fe) con la separación de filosofía y teología, de ciencia y fe.